# ديك بيتس
ديك بيتس (بالإنجليزية: Dick Bates)‏ هو لاعب كرة قاعدة أمريكي، ولد في 7 أكتوبر 1945 في مك أرثر في الولايات المتحدة.

## وصلات خارجية
- ديك بيتس على موقعبيزبول رفرنس.كوم (الدوري الرئيسي) (الإنجليزية)
- ديك بيتس على موقعبيزبول رفرنس.كوم (الدوري الثانوي) (الإنجليزية)
- ديك بيتس على موقع مشجعي الرسوم البيانية (الإنجليزية)